# Cantone di Le Mée-sur-Seine
Il Cantone di Le Mée-sur-Seine era una divisione amministrativa di 37 725 abitanti dell'arrondissement di Melun.
È stato soppresso a seguito della riforma complessiva dei cantoni del 2014, che è entrata in vigore con le elezioni dipartimentali del 2015.
Comprendeva i comuni di:
- Boissettes, 427 abitanti
- Boissise-la-Bertrand, 889 abitanti
- Cesson, 7 699 abitanti
- Le Mée-sur-Seine, 21 217 abitanti
- Vert-Saint-Denis, 7 493 abitanti